# Strelitziaceae

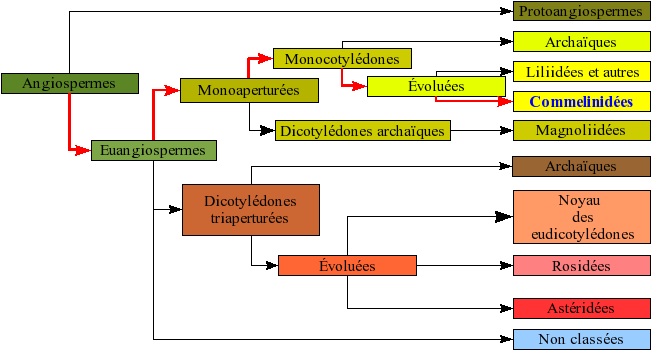
Classificação Filogenética (APG)

Strelitziaceae é uma família pertencente às Angiospermas monocotiledôneas. Segundo o sistema APG IV (2016), esta família está inserida na ordem Zingiberales, que é grupo irmão das Commelinales. Estas duas ordens, juntamente com Poales e Arecales formam o clado das Comelinídeas, cuja sinapomorfia mais marcante é a parede celular com compostos UV-fluorescentes.
As Strelitziaceae incluem três gêneros: Phenakospermum, Ravenala e Strelitzia, com 7 espécies ao todo..
As plantas pertencentes a esta família geralmente são usadas para ornamentação, como a ave-do-Paraíso (Strelitzia reginae), e a árvore-do-viajante (Ravenala madagascariensis).  Algumas características marcantes desta família são as sementes com arilo plumoso e colorido, além do fruto em capsula. O nome Strelitzia é em homenagem à rainha consorte do Reino Unido da Grã-Bretanha e Irlanda Sofia Carlota de Mecklemburgo-Strelitz, esposa do rei Jorge III.
Utilizando dados morfológicos e moleculares, acredita-se que os gêneros Ravenala e Phenakospermum formem um grupo monofilético e Strelizia seja grupo irmão de ambos.

## Morfologia
As plantas da família Strelitziaceae são herbáceas perenes ou arbóreas. Seu caule subterrâneo é rizomatoso e o aéreo pode ser decumbente, herbáceo ou arborescente.As folhas são verticiladas dísticas, com bainha, pecioladas, simples e com venação peni-paralela. A inflorescência é terminal ou do tipo tirso, com cimeria unípara ou múltipla, e cada cimo com uma grande bráctea espata; as flores são bissexuais, zigomórficas e braqueadas; o perianto é bisseriado, homoclamídeo, trímero, sintepalado e com 5 ou 6 estames; as anteras são fixadas na base, com deiscência longitudinal e com duas tecas; o gineceu é sincárpico, com ovário ínfero, possuindo 3 carpelos e 3 lóculos; o estilete é terminal e filiforme; a placentação é axilar; o número de óvulos é infinito por carpelo. Nectários septais estão presentes. O fruto é do tipo cápsula e as sementes contém arilo. A polinização acontece principalmente por insetos e aves.

## Distribuição
O gênero Phenakospermum é nativo da América do Sul, com uma espécie representante (Phenakospermum guayannense). O gênero Ravenala é nativa de Madagascar e o gênero Strelitzia do sul da África. Não endêmico do Brasil, apenas o gênero Phenakospermum (que é constituída de uma espécie, Phenakospermim guiannense) tem representantes no país, sendo encontrado na Floresta Amazônica com ocorrências confirmadas no Acre, Amazonas, Pará, Tocantins e Mato Grosso, em florestas de terra firme e  florestas de várzea.

## Importância econômica
Muitas espécies desta família são usadas para a ornamentação, como a Strelitzia reginae e a Ravenala madagascariensis.

## Gêneros
Phenakospermum (1 sp.), Ravenala (2 spp.), Strelitzia (4 spp.).